# Cagiva Gran Canyon
La Gran Canyon o Canyon è una motocicletta della casa varesina Cagiva, presentata nelle cilindrate 500, 600 e 900, prodotta dal 1995 fino al 2002. Si tratta di un modello derivato dall'enduro con vocazione anche per il mototurismo.

## Gran Canyon 900
Si tratta dell'evoluzione stradale dell'Elefant di cui riprende i tratti salienti pur con la modifica della carenatura e del cupolino e con l'aggiunta della borsa sopra la sella oltre che con la modifica delle borse laterali. Inoltre vi è stata la riduzione della capacità del serbatoio; l'Elefant era infatti una moto "da deserto" stradale, mentre il Gran canyon è una moto da turismo. Il propulsore da 904 cm³ era di derivazione Ducati.
Questa moto uscì di produzione nel 2000, a causa della fine della fornitura dei motori da parte di Ducati, e venne sostituita dalla Cagiva Navigator con motore Suzuki.
La Ducati Multistrada, prodotta anni dopo, trae libera interpretazione da questo modello.

## Canyon 600
Questa moto prodotta dalla Cagiva dal 1995 al 1998 su motore 600 derivato dalla W16 è una moto dalla linea particolare, disegnata dalla matita di Pierre Terblanche (autore anche delle Ducati Multistrada, 999 e Hypermotard), e ripresa anche per la Gran Canyon di maggiore cilindrata.
Ben curata sotto il profilo del design e della ciclistica, non lo fu altrettanto sotto quello motoristico, con una cilindrata sovradimensionata per il basamento (che rimaneva lo stesso delle T4 e W12 di 350 cc) e una potenza limitata a soli 34 cv per i neopatentati (senza versioni a maggior potenza). Questa moto fu sostituita dalla Canyon 500.

## Canyon 500
Strettamente derivata dalla 600 e prodotta dalla Cagiva dal 1997 al 2002, aveva linee immutate ma appesantite da colorazioni meno eleganti e parabrezza ampliato. Il motore venne ridotto a 500 cc per migliorarne il rendimento, la potenza aumentò a circa 40 cv. Non concorrenziale con le principali concorrenti dell'epoca, ebbe come la 600 un successo limitato.

## Caratteristiche tecniche
| Caratteristiche tecniche - Cagiva Gran Canyon 900 | Caratteristiche tecniche - Cagiva Gran Canyon 900                                                       | Caratteristiche tecniche - Cagiva Gran Canyon 900                                                       | Caratteristiche tecniche - Cagiva Gran Canyon 900                                                                                      | Caratteristiche tecniche - Cagiva Gran Canyon 900                                                                                      | Caratteristiche tecniche - Cagiva Gran Canyon 900                                                                                      |
| ------------------------------------------------- | --- | --- | --- | --- | --- |
|                                                   | | | | | |
| Dimensioni e pesi                                 | | | | | |
| Ingombri (lungh.×largh.×alt.)                     | 2200 × 790 × 825 mm                                                                                     | 2200 × 790 × 825 mm                                                                                     | 2200 × 790 × 825 mm | 2200 × 790 × 825 mm | 2200 × 790 × 825 mm |
| Interasse:                                        | Interasse:                                                                                              | Massa a vuoto: 218 kg a secco, in ordine di marcia 231 kg                                               | Massa a vuoto: 218 kg a secco, in ordine di marcia 231 kg                                                                              | Serbatoio: 20 litri totali (10 litri per ogni serbatoio) di cui 5 litri di riserva                                                     | Serbatoio: 20 litri totali (10 litri per ogni serbatoio) di cui 5 litri di riserva                                                     |
| Meccanica                                         | | | | | |
| Tipo motore: Bicilindrico, a 4 tempi              | Tipo motore: Bicilindrico, a 4 tempi                                                                    | Tipo motore: Bicilindrico, a 4 tempi                                                                    | Tipo motore: Bicilindrico, a 4 tempi                                                                                                   | Raffreddamento: ad aria e olio | Raffreddamento: ad aria e olio |
| Cilindrata                                        | 904 cm³ (Alesaggio 92,0 × Corsa 68,0 mm)                                                                | 904 cm³ (Alesaggio 92,0 × Corsa 68,0 mm)                                                                | 904 cm³ (Alesaggio 92,0 × Corsa 68,0 mm)                                                                                               | 904 cm³ (Alesaggio 92,0 × Corsa 68,0 mm)                                                                                               | 904 cm³ (Alesaggio 92,0 × Corsa 68,0 mm)                                                                                               |
| Distribuzione: desmodromica                       | Distribuzione: desmodromica                                                                             | Distribuzione: desmodromica                                                                             | Alimentazione: Iniezione elettronica e Weber da 45 mm                                                                                  | Alimentazione: Iniezione elettronica e Weber da 45 mm                                                                                  | Alimentazione: Iniezione elettronica e Weber da 45 mm                                                                                  |
| Potenza: 70 cv a 7500 rpm                         | Potenza: 70 cv a 7500 rpm                                                                               | Coppia:                                                                                                 | Coppia: | Rapporto di compressione: | Rapporto di compressione: |
| Frizione: multidisco a secco                      | Frizione: multidisco a secco                                                                            | Frizione: multidisco a secco                                                                            | Cambio: sequenziale a 6 rapporti 1° 15/37 (2,466) 2° 17/30 (1,764) 3° 20/27 (1,350) 4° 22/24 (1,091) 5° 24/23 (0,958) 6° 28/24 (0,857) | Cambio: sequenziale a 6 rapporti 1° 15/37 (2,466) 2° 17/30 (1,764) 3° 20/27 (1,350) 4° 22/24 (1,091) 5° 24/23 (0,958) 6° 28/24 (0,857) | Cambio: sequenziale a 6 rapporti 1° 15/37 (2,466) 2° 17/30 (1,764) 3° 20/27 (1,350) 4° 22/24 (1,091) 5° 24/23 (0,958) 6° 28/24 (0,857) |
| Accensione                                        | elettronica CDI                                                                                         | elettronica CDI                                                                                         | elettronica CDI | elettronica CDI | elettronica CDI |
| Trasmissione                                      | a catena                                                                                                | a catena                                                                                                | a catena | a catena | a catena |
| Avviamento                                        | elettrico                                                                                               | elettrico                                                                                               | elettrico | elettrico | elettrico |
| Ciclistica                                        | | | | | |
| Telaio                                            | a tubi rettangolari in acciaio                                                                          | a tubi rettangolari in acciaio                                                                          | a tubi rettangolari in acciaio | a tubi rettangolari in acciaio | a tubi rettangolari in acciaio |
| Sospensioni                                       | Anteriore: forcella telescopica da 45 mm "MARZOCCHI" / Posteriore: monoammortizzatore idraulico "SACHS" | Anteriore: forcella telescopica da 45 mm "MARZOCCHI" / Posteriore: monoammortizzatore idraulico "SACHS" | Anteriore: forcella telescopica da 45 mm "MARZOCCHI" / Posteriore: monoammortizzatore idraulico "SACHS"                                | Anteriore: forcella telescopica da 45 mm "MARZOCCHI" / Posteriore: monoammortizzatore idraulico "SACHS"                                | Anteriore: forcella telescopica da 45 mm "MARZOCCHI" / Posteriore: monoammortizzatore idraulico "SACHS"                                |
| Freni                                             | Anteriore: doppio disco da 296 mm / Posteriore: a disco da 240 mm                                       | Anteriore: doppio disco da 296 mm / Posteriore: a disco da 240 mm                                       | Anteriore: doppio disco da 296 mm / Posteriore: a disco da 240 mm                                                                      | Anteriore: doppio disco da 296 mm / Posteriore: a disco da 240 mm                                                                      | Anteriore: doppio disco da 296 mm / Posteriore: a disco da 240 mm                                                                      |
| Pneumatici                                        | anteriore 100/90 19 - posteriore 150/70 17                                                              | anteriore 100/90 19 - posteriore 150/70 17                                                              | anteriore 100/90 19 - posteriore 150/70 17                                                                                             | anteriore 100/90 19 - posteriore 150/70 17                                                                                             | anteriore 100/90 19 - posteriore 150/70 17                                                                                             |
| Fonte dei dati:                                   | | | | | |

| Caratteristiche tecniche - Cagiva Canyon 600                  | Caratteristiche tecniche - Cagiva Canyon 600                                                         | Caratteristiche tecniche - Cagiva Canyon 600                                                         | Caratteristiche tecniche - Cagiva Canyon 600                                                                          | Caratteristiche tecniche - Cagiva Canyon 600                                                                          | Caratteristiche tecniche - Cagiva Canyon 600                                                                          |
| Dimensioni e pesi                                             | Dimensioni e pesi                                                                                    | Dimensioni e pesi                                                                                    | Dimensioni e pesi | Dimensioni e pesi | Dimensioni e pesi |
| ------------------------------------------------------------- | --- | --- | --- | --- | --- |
| Ingombri (lungh.×largh.×alt.)                                 | 2185 × 820 × 1258 mm                                                                                 | 2185 × 820 × 1258 mm                                                                                 | 2185 × 820 × 1258 mm                                                                                                  | 2185 × 820 × 1258 mm                                                                                                  | 2185 × 820 × 1258 mm                                                                                                  |
| Altezze                                                       | Sella: 795 mm - Minima da terra: 222 mm                                                              | Sella: 795 mm - Minima da terra: 222 mm                                                              | Sella: 795 mm - Minima da terra: 222 mm                                                                               | Sella: 795 mm - Minima da terra: 222 mm                                                                               | Sella: 795 mm - Minima da terra: 222 mm                                                                               |
| Interasse: 1463 mm                                            | Interasse: 1463 mm                                                                                   | Massa a vuoto: 175,5 kg                                                                              | Massa a vuoto: 175,5 kg                                                                                               | Serbatoio: 20 litri totali (10 litri per ogni serbatoio) di cui 5 litri di riserva                                    | Serbatoio: 20 litri totali (10 litri per ogni serbatoio) di cui 5 litri di riserva                                    |
| Meccanica                                                     | | | | | |
| Tipo motore: Monocilindrico, a 4 tempi                        | Tipo motore: Monocilindrico, a 4 tempi                                                               | Tipo motore: Monocilindrico, a 4 tempi                                                               | Tipo motore: Monocilindrico, a 4 tempi                                                                                | Raffreddamento: ad aria e olio                                                                                        | Raffreddamento: ad aria e olio                                                                                        |
| Cilindrata                                                    | 601,4 cm³ (Alesaggio 102 × Corsa 73,6 mm)                                                            | 601,4 cm³ (Alesaggio 102 × Corsa 73,6 mm)                                                            | 601,4 cm³ (Alesaggio 102 × Corsa 73,6 mm)                                                                             | 601,4 cm³ (Alesaggio 102 × Corsa 73,6 mm)                                                                             | 601,4 cm³ (Alesaggio 102 × Corsa 73,6 mm)                                                                             |
| Distribuzione: SOHC 4 valvole per cilindro                    | Distribuzione: SOHC 4 valvole per cilindro                                                           | Distribuzione: SOHC 4 valvole per cilindro                                                           | Alimentazione: carburatore Mikuni SE BST 40-239                                                                       | Alimentazione: carburatore Mikuni SE BST 40-239                                                                       | Alimentazione: carburatore Mikuni SE BST 40-239                                                                       |
| Potenza: 34 CV a 5.900 rpm;Coppia motrice 4,5 kgm a 4.750 rpm | Potenza: 34 CV a 5.900 rpm;Coppia motrice 4,5 kgm a 4.750 rpm                                        | Coppia:                                                                                              | Coppia: | Rapporto di compressione: 7,8:1                                                                                       | Rapporto di compressione: 7,8:1                                                                                       |
| Frizione: multidisco in bagno d'olio                          | Frizione: multidisco in bagno d'olio                                                                 | Frizione: multidisco in bagno d'olio                                                                 | Cambio: sequenziale a 5 rapporti 1° 12/32 (2,666) 2° 15/24 (1,600) 3° 18/21 (1,166) 4° 21/18 (0,857) 5° 23/16 (0,695) | Cambio: sequenziale a 5 rapporti 1° 12/32 (2,666) 2° 15/24 (1,600) 3° 18/21 (1,166) 4° 21/18 (0,857) 5° 23/16 (0,695) | Cambio: sequenziale a 5 rapporti 1° 12/32 (2,666) 2° 15/24 (1,600) 3° 18/21 (1,166) 4° 21/18 (0,857) 5° 23/16 (0,695) |
| Accensione                                                    | elettronica CDI                                                                                      | elettronica CDI                                                                                      | elettronica CDI | elettronica CDI | elettronica CDI |
| Trasmissione                                                  | primaria a denti dritti 27/64 (2,370); secondaria a catena 15/45 (3,000)                             | primaria a denti dritti 27/64 (2,370); secondaria a catena 15/45 (3,000)                             | primaria a denti dritti 27/64 (2,370); secondaria a catena 15/45 (3,000)                                              | primaria a denti dritti 27/64 (2,370); secondaria a catena 15/45 (3,000)                                              | primaria a denti dritti 27/64 (2,370); secondaria a catena 15/45 (3,000)                                              |
| Avviamento                                                    | elettrico                                                                                            | elettrico                                                                                            | elettrico | elettrico | elettrico |
| Ciclistica                                                    | | | | | |
| Telaio                                                        | a tubi rettangolari in acciaio                                                                       | a tubi rettangolari in acciaio                                                                       | a tubi rettangolari in acciaio                                                                                        | a tubi rettangolari in acciaio                                                                                        | a tubi rettangolari in acciaio                                                                                        |
| Sospensioni                                                   | Anteriore: forcella telescopica da 45 mm "Marzocchi" / Posteriore: monoammortizzatore "Sachs-Boge"   | Anteriore: forcella telescopica da 45 mm "Marzocchi" / Posteriore: monoammortizzatore "Sachs-Boge"   | Anteriore: forcella telescopica da 45 mm "Marzocchi" / Posteriore: monoammortizzatore "Sachs-Boge"                    | Anteriore: forcella telescopica da 45 mm "Marzocchi" / Posteriore: monoammortizzatore "Sachs-Boge"                    | Anteriore: forcella telescopica da 45 mm "Marzocchi" / Posteriore: monoammortizzatore "Sachs-Boge"                    |
| Freni                                                         | Anteriore: doppio disco da 296 mm con pinza Nissin / Posteriore: a disco da 240 mm con pinza Nissin  | Anteriore: doppio disco da 296 mm con pinza Nissin / Posteriore: a disco da 240 mm con pinza Nissin  | Anteriore: doppio disco da 296 mm con pinza Nissin / Posteriore: a disco da 240 mm con pinza Nissin                   | Anteriore: doppio disco da 296 mm con pinza Nissin / Posteriore: a disco da 240 mm con pinza Nissin                   | Anteriore: doppio disco da 296 mm con pinza Nissin / Posteriore: a disco da 240 mm con pinza Nissin                   |
| Pneumatici                                                    | anteriore 100/90 19 su cerchi con canale da 2,15"; posteriore 140/80 17 su cerchi con canale da 3,5" | anteriore 100/90 19 su cerchi con canale da 2,15"; posteriore 140/80 17 su cerchi con canale da 3,5" | anteriore 100/90 19 su cerchi con canale da 2,15"; posteriore 140/80 17 su cerchi con canale da 3,5"                  | anteriore 100/90 19 su cerchi con canale da 2,15"; posteriore 140/80 17 su cerchi con canale da 3,5"                  | anteriore 100/90 19 su cerchi con canale da 2,15"; posteriore 140/80 17 su cerchi con canale da 3,5"                  |
| Fonte dei dati:                                               | | | | | |

| Caratteristiche tecniche - Cagiva Canyon 500                 | Caratteristiche tecniche - Cagiva Canyon 500                      | Caratteristiche tecniche - Cagiva Canyon 500                      | Caratteristiche tecniche - Cagiva Canyon 500                      | Caratteristiche tecniche - Cagiva Canyon 500                                       | Caratteristiche tecniche - Cagiva Canyon 500                                       |
| Dimensioni e pesi                                            | Dimensioni e pesi                                                 | Dimensioni e pesi                                                 | Dimensioni e pesi                                                 | Dimensioni e pesi                                                                  | Dimensioni e pesi                                                                  |
| ------------------------------------------------------------ | ----------------------------------------------------------------- | ----------------------------------------------------------------- | ----------------------------------------------------------------- | ---------------------------------------------------------------------------------- | ---------------------------------------------------------------------------------- |
| Ingombri (lungh.×largh.×alt.)                                | 2185 × 820 × 795 mm                                               | 2185 × 820 × 795 mm                                               | 2185 × 820 × 795 mm                                               | 2185 × 820 × 795 mm                                                                | 2185 × 820 × 795 mm                                                                |
| Interasse:                                                   | Interasse:                                                        | Massa a vuoto: a secco 165 kg                                     | Massa a vuoto: a secco 165 kg                                     | Serbatoio: 20 litri totali (10 litri per ogni serbatoio) di cui 5 litri di riserva | Serbatoio: 20 litri totali (10 litri per ogni serbatoio) di cui 5 litri di riserva |
| Meccanica                                                    |                                                                   |                                                                   |                                                                   |                                                                                    |                                                                                    |
| Tipo motore: Monocilindrico, a 4 tempi                       | Tipo motore: Monocilindrico, a 4 tempi                            | Tipo motore: Monocilindrico, a 4 tempi                            | Tipo motore: Monocilindrico, a 4 tempi                            | Raffreddamento: ad aria e olio                                                     | Raffreddamento: ad aria e olio                                                     |
| Cilindrata                                                   | 498 cm³ (Alesaggio 92,8 × Corsa 73,6 mm)                          | 498 cm³ (Alesaggio 92,8 × Corsa 73,6 mm)                          | 498 cm³ (Alesaggio 92,8 × Corsa 73,6 mm)                          | 498 cm³ (Alesaggio 92,8 × Corsa 73,6 mm)                                           | 498 cm³ (Alesaggio 92,8 × Corsa 73,6 mm)                                           |
| Distribuzione: SOHC 4 valvole per cilindro                   | Distribuzione: SOHC 4 valvole per cilindro                        | Distribuzione: SOHC 4 valvole per cilindro                        | Alimentazione:                                                    | Alimentazione:                                                                     | Alimentazione:                                                                     |
| Potenza: 34 CV a 6.500 rpm;Coppia motrice 39 N·m a 5.200 rpm | Potenza: 34 CV a 6.500 rpm;Coppia motrice 39 N·m a 5.200 rpm      | Coppia:                                                           | Coppia:                                                           | Rapporto di compressione:                                                          | Rapporto di compressione:                                                          |
| Frizione: multidisco in bagno d'olio                         | Frizione: multidisco in bagno d'olio                              | Frizione: multidisco in bagno d'olio                              | Cambio: sequenziale a 5 rapporti                                  | Cambio: sequenziale a 5 rapporti                                                   | Cambio: sequenziale a 5 rapporti                                                   |
| Accensione                                                   | elettronica CDI                                                   | elettronica CDI                                                   | elettronica CDI                                                   | elettronica CDI                                                                    | elettronica CDI                                                                    |
| Trasmissione                                                 | a catena                                                          | a catena                                                          | a catena                                                          | a catena                                                                           | a catena                                                                           |
| Avviamento                                                   | elettrico                                                         | elettrico                                                         | elettrico                                                         | elettrico                                                                          | elettrico                                                                          |
| Ciclistica                                                   |                                                                   |                                                                   |                                                                   |                                                                                    |                                                                                    |
| Telaio                                                       | a tubi rettangolari in acciaio                                    | a tubi rettangolari in acciaio                                    | a tubi rettangolari in acciaio                                    | a tubi rettangolari in acciaio                                                     | a tubi rettangolari in acciaio                                                     |
| Sospensioni                                                  | Anteriore: forcella telescopica / Posteriore: monoammortizzatore  | Anteriore: forcella telescopica / Posteriore: monoammortizzatore  | Anteriore: forcella telescopica / Posteriore: monoammortizzatore  | Anteriore: forcella telescopica / Posteriore: monoammortizzatore                   | Anteriore: forcella telescopica / Posteriore: monoammortizzatore                   |
| Freni                                                        | Anteriore: doppio disco da 296 mm / Posteriore: a disco da 240 mm | Anteriore: doppio disco da 296 mm / Posteriore: a disco da 240 mm | Anteriore: doppio disco da 296 mm / Posteriore: a disco da 240 mm | Anteriore: doppio disco da 296 mm / Posteriore: a disco da 240 mm                  | Anteriore: doppio disco da 296 mm / Posteriore: a disco da 240 mm                  |
| Pneumatici                                                   | anteriore 100/90 19 - posteriore 140/80 17                        | anteriore 100/90 19 - posteriore 140/80 17                        | anteriore 100/90 19 - posteriore 140/80 17                        | anteriore 100/90 19 - posteriore 140/80 17                                         | anteriore 100/90 19 - posteriore 140/80 17                                         |
| Fonte dei dati:                                              |                                                                   |                                                                   |                                                                   |                                                                                    |                                                                                    |